# Instituto de Fomento Industrial
El Instituto de Fomento Industrial (IFI) fue una entidad colombiana, creada con el fin de financiar a las industrias del país, y consolidar la industrialización por sustitución de importaciones.

## Historia
Durante el gobierno de Eduardo Santos se promulgó el Decreto 1157 del 18 de junio de 1940, mediante facultades extraordinarias concedidas por la Ley 54 de 1939, creando el IFI para apoyar financieramente la política de sustitución de importaciones. Así se apoyo a las Acerías Paz del Río.
En 1955, el gobierno de Gustavo Rojas Pinilla, cedió al IFI la totalidad del capital que tenía en la Corporación de Ferias y Exposiciones, además creó los creó los Bonos Industriales, promoviendo la industria de ensamblaje de automóviles en Colombia.
Para 1961, en el gobierno de Alberto Lleras Camargo, el IFI se incorporó al presupuesto nacional y estableció vínculos con el Consejo Nacional de Política Nacional y Planeación y con el Departamento Administrativo de Planeación y Servicios Técnicos. Incentivando las industrias de los derivados del petróleo, el carbón, papel, pulpa, alimentos, industria metalmecánica, pesca marítima y la explotación maderera .
Desde el gobierno de Guillermo León Valencia, a través de la Ley 16 de julio de 1963, el IFI asumió las funciones de corporación financiera. Para 1964 el Gobierno Nacional definió al IFI como establecimiento público Descentralizado de carácter nacional.
El gobierno de Carlos Lleras Restrepo, con la Ley 41 de 1968 reorganizó el Ministerio de Fomento y se convirtió en el Ministerio de Desarrollo Económico y se vinculó al IFI a este organismo.
Durante el gobierno de Misael Pastrana, desde 1970, se puso en marcha los proyectos de níquel de Cerro Matoso y carbonífero de El Cerrejón, además de la entrega al IFI de la Planta Colombiana de Soda Alcalis de Colombia, lo que permitió el establecimiento de industrias como la del vidrio, papel, fibras artificiales y sintéticas.
La Ley 68 de 1983, del gobierno de Belisario Betancur, refinanció al Instituto y le asignó recursos provenientes de una sobretasa a las importaciones, le permitió captar ahorro interno por medio de la emisión de títulos, celebrar contratos de crédito interno e invertir sus excesos de liquidez en corporaciones financieras.
Entre 1984 y 1987, las actividades del IFI se concentraron en el análisis, estudio, reestructuración y proyección de las empresas en las cuales era inversionista y el diseño de una política industrial.
El IFI fue liquidado desde el Decreto 2590 de 2003, bajo el gobierno de Álvaro Uribe. Finalmente se terminó de liquidar en 2009.